# Kyshona Knight
Kyshona Annika Knight (* 19. Februar 1992 in Barbados) ist eine barbadische Cricketspielerin, die zwischen 2013 und 2022 für das West Indies Women’s Cricket Team spielte.

## Kindheit und Ausbildung
Ihre Zwillingsschwester Kycia Knight spielt ebenfalls für das Team der West Indies. Beide betrieben in der Schule Fußball und Leichtathletik.

## Aktive Karriere
Ihr Debüt in der Nationalmannschaft gab sie im Januar 2013 bei der Tour gegen Südafrika, bei der sie ihr erstes WODI und WTwenty20 bestritt. Daraufhin wurde sie für den Women’s Cricket World Cup 2013 nominiert und erzielte dort gegen Sri Lanka 44 Runs. Beim ICC Women’s World Twenty20 2014 war sie weniger erfolgreich und beim ICC Women’s World Twenty20 2016 spielte sie nur ein Spiel ohne ein Run zu erzielen. Beim Women’s Cricket World Cup 2017 gelangen ihr gegen Neuseeland 41 Runs. In der Folge spielte sie zwar vereinzelte Serien, wurde jedoch nicht für die ICC Women’s World Twenty20 2018 und ICC Women’s T20 World Cup 2020 nominiert. Im Juli 2021 bei der Tour gegen Pakistan erzielte sie ihr erstes Half-Century über 88 Runs. Für den Women’s Cricket World Cup 2022 nahm sie zwar am vorbereitenden Trainingslager teil, fand jedoch abermals keinen Platz im Team. Bei den Commonwealth Games 2022 trat sie für Barbados an, konnte jedoch nicht herausstechen. Ihren letzten Einsatz für die West Indies hatte sie im Dezember 2022 gegen England. Im Januar 2024 erklärte sie ihren Rücktritt vom internationalen Cricket.